# Crosey-le-Petit
 Crosey-le-Petit  es una población y comuna francesa, en la región de Franco Condado, departamento de Doubs, en el distrito de Montbéliard y cantón de Clerval.

## Demografía
| 142 | 107 | 102 | 116 | 108 | 104 |
| Para los censos de 1962 a 1999 la población legal corresponde a la población sin duplicidades (Fuente: INSEE [Consultar]) |     |     |     |     |     |